# Chloroclystis mempta
Chloroclystis mempta là một loài bướm đêm trong họ Geometridae.